# 薛迪利·達·蘇沙
薛迪利·達·蘇沙（Sidiclei de Souza，1972年5月13日—）一般称作薛迪利。生于卡斯卡維爾，巴西职业足球运动员，现效力于日本職業足球联赛球会京都不死鳥队。